# Club Social y Deportivo Dorados de Sinaloa
Il Club Social y Deportivo Dorados de Sinaloa, noto semplicemente come Dorados, è una società calcistica messicana di Culiacán, fondata nel 2003. Milita nella Liga de Expansión MX, la seconda serie del campionato messicano di calcio. Deve il suo nome al pesce marino chiamato dorado, che figura anche nel suo stemma sociale.
La squadra disputò la prima stagione in Primera División nel 2004, appena un anno dopo la fondazione del club.

## Storia
Prima di partecipare alla Liga de Ascenso, la dirigenza del club prevedeva il conseguimento della promozione entro tre o quattro anni, ma la squadra, allenata da Juan Carlos Chávez, disputò un ottimo campionato, battendo i Cobras Juárez con un golden gol di Guadalupe Castañeda e successivamente superando il León con gol di Roberto Domínguez all'80º minuto di gioco della gara di ritorno.
Il 15 agosto 2004 i Dorados de Sinaloa debuttarono nella Primera División messicana dopo un solo anno dalla fondazione, affrontando il América allo Stadio Azteca e venendo sconfitti. Il 21 agosto la doppietta di Jared Borgetti permise ai Dorados di sconfiggere il Santos Laguna per 2-1. Nel 2006 il club tornò in seconda divisione.
Nel 2019 è stata allenata da Diego Armando Maradona.

## Organico

### Rosa 2019-2020
Aggiornata al 21 gennaio 2020.
| N. |                        | Ruolo | Calciatore        |
| -- | ---------------------- | ----- | ----------------- |
| 2  | Messico (bandiera)     | D     | Julio Nava        |
| 4  | Messico (bandiera)     | D     | Jesús Chávez      |
| 6  | Messico (bandiera)     | C     | Pablo Jáquez      |
| 7  | Messico (bandiera)     | A     | Amaury Escoto     |
| 8  | Argentina (bandiera)   | A     | Facundo Juárez    |
| 9  | Ecuador (bandiera)     | A     | Vinicio Angulo    |
| 11 | Stati Uniti (bandiera) | A     | Rubio Rubin       |
| 12 | Messico (bandiera)     | P     | Luis López        |
| 13 | Messico (bandiera)     | D     | Alejandro Molina  |
| 14 | Paraguay (bandiera)    | D     | Rubén Monges      |
| 15 | Messico (bandiera)     | D     | Osciel de la Cruz |
| 16 | Messico (bandiera)     | C     | Adolfo Domínguez  |
| 17 | Messico (bandiera)     | D     | Juan Pablo Meza   |

| N. |                      | Ruolo | Calciatore           |
| -- | -------------------- | ----- | -------------------- |
| 19 | Argentina (bandiera) | C     | Daniel González      |
| 20 | Messico (bandiera)   | C     | Francisco Contreras  |
| 21 | Messico (bandiera)   | C     | José Daniel Guerrero |
| 22 | Messico (bandiera)   | D     | Hiram Muñoz          |
| 23 | Uruguay (bandiera)   | P     | Lucero Álvarez       |
| 24 | Messico (bandiera)   | D     | Cristian González    |
| 25 | Messico (bandiera)   | C     | José Lugo            |
| 26 | Colombia (bandiera)  | A     | José Zúñiga          |
| 28 | Messico (bandiera)   | A     | Samuel López         |
| 29 | Ecuador (bandiera)   | C     | Djorkaeff Reasco     |
| 30 | Messico (bandiera)   | C     | Carlos Villanueva    |
| 87 | Messico (bandiera)   | C     | Gabriel Zanatta      |

## Palmarès

### Competizioni nazionali
- Ascenso MX: 4

Apertura 2003, Clausura 2007, Clausura 2015, Apertura 2016
- Coppa del Messico: 1

2012